# Acalifa

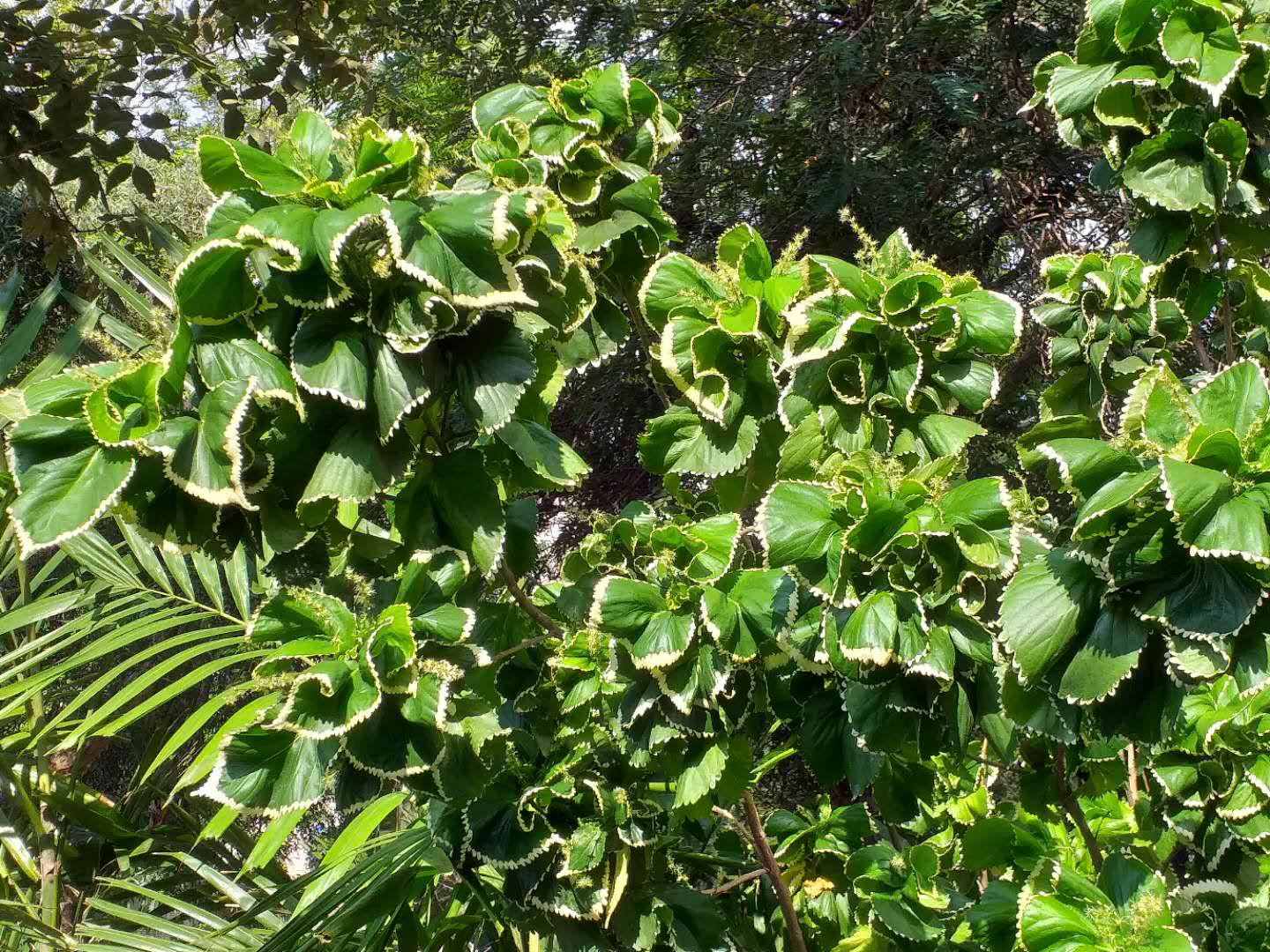
Acalypha wilkesiana Muell. Arg.

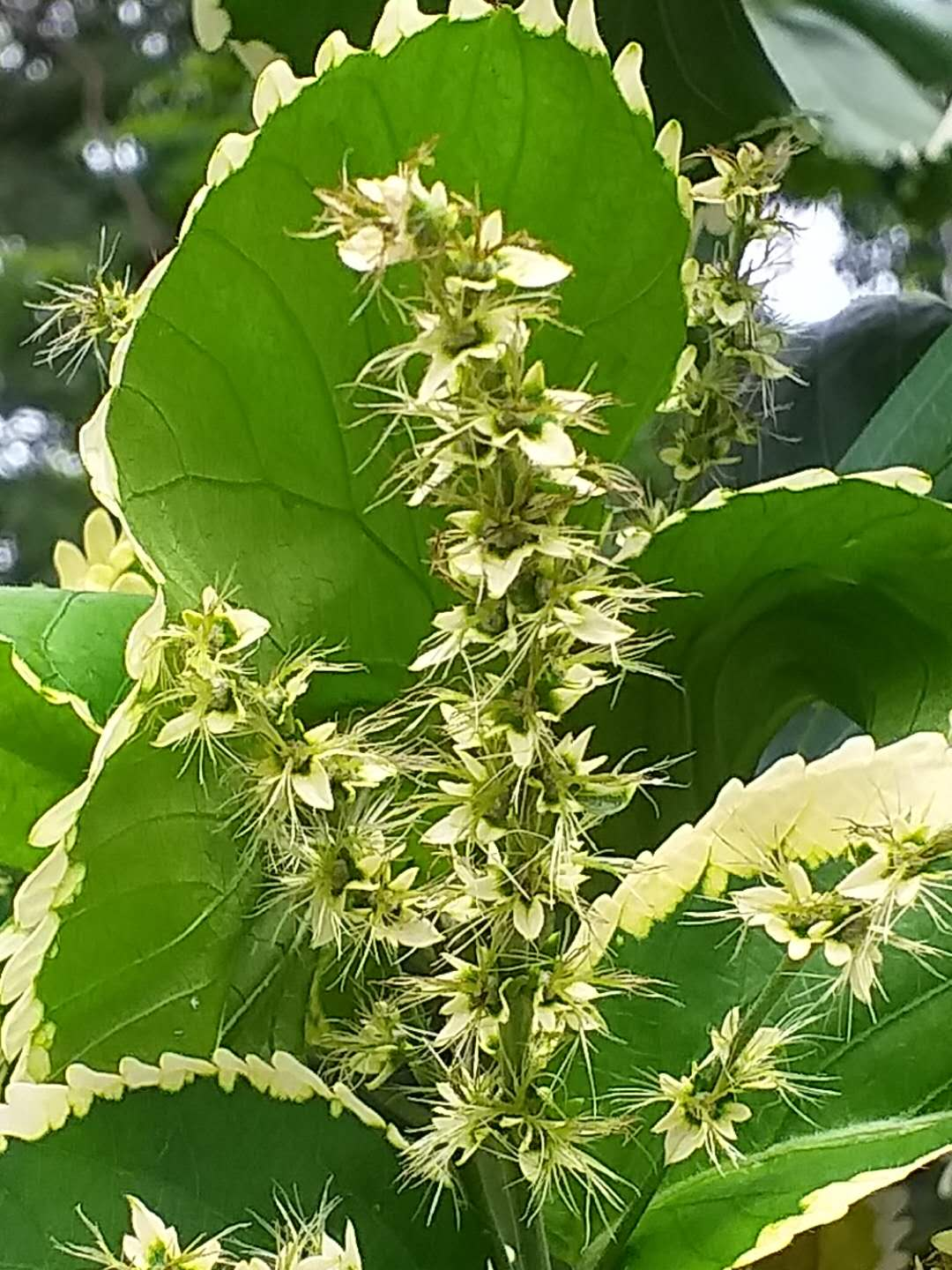
Inflorescence

A acalifa (Acalypha wilkesiana) é um arbusto ornamental, de folhas em geral avermelhadas, rajadas ou marmorizadas. Essa espécie pertence ao gênero Acalypha (família das euforbiáceas).
A planta é também conhecida como "Flamengueira", devido a coloração avermelhada das folhas semelhante as cores do Clube de Regatas do Flamengo. A planta serviu de inspiração para a criação de um terceiro uniforme para o time.